# Грамонали
Грамонали (рос. граммоналы, англ. grammonales, нім. Grammonale pl) — гранульована вибухова речовина (ВР), до складу якої входить аміачна селітра, алюмінієвий порошок та тротил. Застосовувалися до середини 1980-х років на відкритих та підземних роботах (крім шахт небезпечних за газом і пилом). Замінені економічно ефективнішими промисловими ВР.